# Ido's Football Club
IFC (Ido's Football Club), is een Nederlandse amateurvoetbalclub uit de Zuid-Hollandse plaats Hendrik-Ido-Ambacht, opgericht op 20 oktober 1927.
Het zaterdag standaardelftal, dat vanaf het seizoen 2014/15 weer ingeschreven werd, speelt in het seizoen 2024/25 in de tweede klasse in het district Zuid-I. Het zondag standaardelftal speelde laatstelijk in het seizoen 2020/21 in de Hoofdklasse zondag B.

## Geschiedenis
IFC is een samensmelting van allerlei kleine clubjes als H.I.V.V., O.V.V. en S.D.W. De nieuwe club sloot zich na de oprichting aan bij de toenmalige Dordtsche voetbalbond. Het eerste voetbalveld werd aangelegd op het terrein waar nu de brug over de Noord ligt.
Sinds 1998 staat IFC onder leiding van voorzitter Cees Bijl, onder wiens voorzitterschap IFC promoveerde van de vijfde klasse in 1998 naar de Hoofdklasse in 2010. Wel bleef IFC vanwege de invoering van de Topklasse in datzelfde jaar op het tweede amateurniveau spelen. Het verblijf in de Hoofdklasse duurde een seizoen.
In december 2020 besloot het bestuur dat per seizoen 2021/22 IFC zich gaat focussen op de zaterdag. Op zondag wordt er dan alleen recreatief gevoetbald.

## Sportpark Schildman
IFC speelt op Sportpark Schildman, het sportterrein in Hendrik-Ido-Ambacht. Op Sportpark Schildman speelt tevens voetbalclub ASWH, tennisvereniging Hiaten en korfbalclub DVS '69. Per augustus 2015 speelt de club de thuiswedstrijden op kunstgras.

## Prijzen
Feyenoord 100-jaar cup (2008)

## Trainers eerste zaterdag elftal
| Seizoen | Trainer          | bijzonderheden                                                         |
| ------- | ---------------- | ---------------------------------------------------------------------- |
| 2014/15 | Arjan Zoeteman   |                                                                        |
| 2015/16 | Frank Zwakhals   |                                                                        |
| 2016/17 | Frank Zwakhals   |                                                                        |
| 2017/18 | Virgil Breetveld |                                                                        |
| 2018/19 | Virgil Breetveld | Gerard v.d Mei nam trainerschap over na vroegtijdig vertrek Breetveld. |
| 2019/20 | Winston Faerber  |                                                                        |
| 2020/21 | Hans Harmans     |                                                                        |
| 2021/22 | Ron Timmers      | Engelse pagina                                                         |
| 2022/23 | Ron Timmers      | Engelse pagina                                                         |

## Geschiedenis eerste "zaterdag elftal" vanaf 2015
| seizoen | klasse    | eindklassering   | bijzonderheden |
| ------- | --------- | ---------------- | -------------- |
| 2015/16 | 4e klasse | eerste plaats    | Kampioen       |
| 2016/17 | 3e klasse | derde plaats     |                |
| 2017/18 | 3e klasse | achtste plaats   |                |
| 2018/19 | 3e klasse | dertiende plaats | Degradatie     |
| 2019/20 | 4e klasse | -                | Corona seizoen |
| 2020/21 | 4e klasse | -                | Corona seizoen |
| 2021/22 | 4e klasse | 1e plaats        | Kampioen       |
| 2022/23 | 3e klasse | 1e plaats        | Kampioen       |
| 2023/24 | 2e klasse |                  |                |

## Geschiedenis eerste "zondag elftal" vanaf 1998 t/m 2021
| seizoen | klasse        | eindklassering    | bijzonderheden                                       |
| ------- | ------------- | ----------------- | ---------------------------------------------------- |
| 1998/99 | 4e klasse     | derde plaats      |                                                      |
| 1999/00 | 4e klasse     | derde plaats      | Gepromoveerd via nacompetitie                        |
| 2000/01 | 3e klasse     | elfde plaats      | Degradatie                                           |
| 2001/02 | 4e klasse     | eerste plaats     | Kampioen                                             |
| 2002/03 | 3e klasse     | tweede plaats     |                                                      |
| 2003/04 | 3e klasse     | derde plaats      |                                                      |
| 2004/05 | 3e klasse     | tweede plaats     |                                                      |
| 2005/06 | 3e klasse     | tweede plaats     |                                                      |
| 2006/07 | 3e klasse     | tweede plaats     | Gepromoveerd via nacompetitie                        |
| 2007/08 | 2e klasse     | achtste plaats    |                                                      |
| 2008/09 | 2e klasse     | vierde plaats     | Gepromoveerd via nacompetitie                        |
| 2009/10 | 1e klasse     | derde plaats      | Versnelde promotie door invoering Topklasse          |
| 2010/11 | Hoofdklasse   | veertiende plaats | Degradatie                                           |
| 2011/12 | 1e klasse     | negende plaats    |                                                      |
| 2012/13 | 1e klasse     | twaalfde plaats   | Degradatie                                           |
| 2013/14 | 2e klasse     | eerste plaats     | Kampioen                                             |
| 2014/15 | 1e klasse     |                   |                                                      |
| 2015/16 | 1e klasse     | eerste plaats     | Kampioen                                             |
| 2016/17 | Hoofdklasse B | tiende plaats     |                                                      |
| 2017/18 | Hoofdklasse B | achtste plaats    |                                                      |
| 2018/19 | Hoofdklasse B | twaalfde plaats   |                                                      |
| 2019/20 | Hoofdklasse B | -                 | Corona seizoen                                       |
| 2020/21 | Hoofdklasse B | -                 | Corona seizoen; laatste seizoen zondag standaardteam |

## Competitieresultaten

### Zaterdagelftal 1954–heden
| 4 4D |

| 4 4C |

| 7 4D |

| 10 4C |

|  |

|  |

|  |

|  |

|  |

|  |

| 7 4D |

| 10 4C |

|  |

|  |

|  |

|  |

| 11 4D |

|  |

|  |

|  |

| 10 5C |

|  |

|  |

|  |

| 2 4D |

| 1 4D |

| 3 3C |

| 8 3C |

| 13 3C |

| 1* 4E |

| 7* 4C |

| 1 4E |

| 1 3C |

| 3 2F |

| 1 2E |

- = Dit seizoen werd stopgezet vanwege de uitbraak van het coronavirus. Er werd voor dit seizoen geen officiële eindstand vastgesteld.

| Tweede divisie | Derde divisie | Vierde divisie | Eerste klasse |
| Tweede klasse  | Derde klasse  | Vierde klasse  | Vijfde klasse |

### Zondagelftal 1937–2021
| 2 4G |

| 8 3D |

| 10 3D |

|  |

| 8 4I |

| 7 4K |

| 6 4K |

| 3 4K |

|  |

| 10 4K |

|  |

|  |

|  |

|  |

|  |

|  |

|  |

|  |

|  |

| 4 4H |

| 5 4F |

| 6 4? |

| 6 4H |

| 2 4H |

| 2 4G |

| 3 4H |

| 4 4G |

| 9 4G |

| 2 4G |

| 5 4G |

| 1 4F |

| 3 3D |

| 9 3C |

| 12 3D |

| 10 4G |

| 4 4H |

| 3 4F |

| 4 4G |

| 6 4G |

| 9 4G |

| 9 4H |

| 6 4H |

| 4 4H |

| 5 4G |

| 7 4H |

| 2 4G |

| 1 4G |

| 12 3C |

| 7 4H |

| 9 4H |

| 10 4H |

| 10 4H |

| 10 4H |

| 5 4H |

| 5 4H |

| 11 4H |

|  |

| 11 4H |

|  |

|  |

| 5 5C |

|  |

| 2 5C |

| 3 4C |

| 2 4C |

| 3 3B |

| 12 3B |

| 1 4C |

| 2 3B |

| 2 3B |

| 2 3B |

| 8 2E |

| 2 2E |

| 3 1C |

| 14 A |

| 9 1C |

| 12 1C |

| 1 2D |

| 3 1B |

| 1 1B |

| 10 B |

| 8 B |

| 12 B |

| 3* B |

| 8* B |

| Hoofdklasse | Eerste klasse | Tweede klasse | Derde klasse | Vierde klasse | Vijfde klasse |

In elke staaf van de grafiek staat van boven naar beneden vermeld: 
- Eindnotering

Dit is de positie die de club heeft bereikt in de competitie, zonder eventuele beslissings-, play-off- of nacompetitiewedstrijden die nodig zijn geweest om bijvoorbeeld de kampioen van de competitie te bepalen.
Indien een * achter het getal staat is de notering een tussenstand en kan het zijn dat de notering niet overeenkomt met de uiteindelijke eindstand van de competitie.
Staat er een - dan is het seizoen nog bezig en is er geen definitieve uitslag bekend.
Staat er xx op de positie van de notering, dan heeft de club vroegtijdig de competitie verlaten. Dit kan onder andere komen door terugtrekking van het team, faillissement van de club of door een uitgedeelde straf van de KNVB. In veel gevallen staat elders in het artikel de reden vermeld.
Staat er een ? dan is het resultaat uit het verleden onbekend, en is alleen de competitie of het niveau bekend van dat seizoen.
In de seizoenen 2019/20 en 2020/21 werd wegens de coronacrisis het amateurvoetbal afgebroken. Daardoor kennen deze staven geen eindklassering (middels -- weergegeven).
- Competitieniveau en afdelingsletter of Officiële eindstand Eredivisie
  - Competitieniveau en afdelingsletter

Hierbij geeft het getal het niveau weer, dat ook terug te vinden is in de legenda. De letter is de afdelingsaanduiding en wordt gebruikt wanneer er meer afdelingen zijn op hetzelfde niveau. De afdelingsletter is altijd een hoofdletter en wordt meestal zonder nummer gebruikt.
Voorbeeld: 2F is niveau 2e klasse competitie F.
Het competitieniveau en nummer wordt niet vermeld wanneer er slechts één competitie van dit niveau was.
  - Officiële eindstand Eredivisie (getal staat tussen haakjes vermeld)

Sinds de introductie van play-offwedstrijden voor Europees voetbal na afloop van de reguliere competitie in 2005/06, is de KNVB verplicht een eindstand van de Eredivisie door te geven aan de UEFA aan de hand van deze play-offwedstrijden.
Bij deze eindstand staan clubs die zich hebben gekwalificeerd voor Europees voetbal hoger dan clubs die zich niet wisten te kwalificeren. Indien er geen verschil was tussen de eindnotering en de officiële eindstand, staat dit getal niet vermeld.

- Onderafdeling

Hier staat afgekort de naam van de onderafdeling indien de club in dat jaar in een onderafdeling uitkwam. Tevens staat deze afkorting in de legenda en wordt gelinkt naar het artikel over deze onderafdeling. Deze afkorting wordt alleen vermeld wanneer de club in het verleden in verschillende onderafdelingen heeft gespeeld. Deze vermelding is in de staaf altijd in kleine letters. Deze onderafdelingen zijn na het seizoen 1995/96 afgeschaft. Heeft de club in slechts één onderafdeling gespeeld, dan is dit alleen terug te vinden in de legenda.
Onder de staaf staat het jaartal vermeld waarin het seizoen is afgesloten. 15 verwijst naar het seizoen 2014/15 of eventueel het seizoen 1914/15.
Wanneer een staaf leeg is, zijn deze gegevens niet bekend. Het kan ook zijn dat de club dat seizoen niet heeft meegespeeld op het hogere amateurniveau, vroegtijdig de competitie heeft verlaten of uit de competitie is gezet.

In het seizoen 1944/45 was er wegens de Tweede Wereldoorlog geen regulier competitievoetbal.

## Bekende (oud-)spelers
- Elson do Rosario Almeida
- Ali Benomar

ASWH · IFC